# Commelina polhillii
Commelina polhillii är en himmelsblomsväxtart som beskrevs av Robert Bruce Faden och M.H.Alford. Commelina polhillii ingår i släktet himmelsblommor, och familjen himmelsblomsväxter.
Artens utbredningsområde är Tanzania. Inga underarter finns listade.